# Hinnerk Wißmann
Hinnerk Wißmann (* 6. Oktober 1971) ist ein deutscher Rechtswissenschaftler und Hochschullehrer. Er hat seit 2013 den Lehrstuhl für Öffentliches Recht, insbesondere Verwaltungswissenschaften, Kultur- und Religionsverfassungsrecht an der Universität Münster inne. Seit 2018 ist er Geschäftsführender Direktor des Freiherr-vom-Stein-Instituts und des Kommunalwissenschaftlichen Instituts.

## Leben
Wißmann studierte in Göttingen, Hannover und Freiburg Rechtswissenschaften und absolvierte 1998 die erste Staatsprüfung. Im Anschluss arbeitete er als wissenschaftlicher Mitarbeiter am Lehrstuhl von Johannes Masing an der Universität Augsburg, wo er 2001 mit einer Arbeit zur pädagogischen Freiheit als Rechtsbegriff promoviert wurde. Während seines Referendariats am Oberlandesgericht Celle war er als wissenschaftlicher Mitarbeiter an der Bucerius Law School in Hamburg tätig.
Von 2002 bis 2007 war er, wiederum bei Johannes Masing, wissenschaftlicher Assistent in Augsburg. 2007 wurde er mit einer Arbeit über Generalklauseln habilitiert und erhielt die venia legendi für Staats- und Verwaltungsrecht, Staatskirchen- und Kirchenrecht sowie Verfassungsgeschichte der Neuzeit. Anschließend war er bis 2012 Inhaber eines Lehrstuhls für Öffentliches Recht, Wirtschaftsrecht, Kultur- und Religionsverfassungsrecht an der Universität Bayreuth. 2013 erhielt er einen Ruf an die Universität Münster, wo er seitdem einen Lehrstuhl für Öffentliches Recht, insbesondere Verwaltungswissenschaften, Kultur- und Religionsverfassungsrecht innehat.
Seit 2010 ist Wißmann Mitglied der Kammer für Theologie der Evangelischen Kirche in Deutschland. Er ist außerdem Mitglied des Exzellenzclusters Religion und Politik der Universität Münster und Mitveranstalter der Münsterischen Gespräche zum Öffentlichen Recht. Er ist Mitglied der Vereinigung für Verfassungsgeschichte.

## Forschungsschwerpunkte und Stellungnahmen
Wißmanns Forschungsschwerpunkte liegen im Religionsverfassungsrecht und im evangelischen Kirchenrecht sowie im Schulrecht, insbesondere in den verfassungsrechtlichen Grundlagen des Schulwesens. Er beschäftigt sich außerdem schwerpunktmäßig mit Verfassungsgeschichte sowie mit dem allgemeinen Verwaltungsrecht, wo er zu Aspekten von Steuerung in der öffentlichen Verwaltung, Fragen des Organisationsrechts und Einflüssen des Mehrebenensystems auf das Verwaltungsrecht forscht. Er ist Herausgeber der Zeitschrift für das Juristische Studium sowie der Zeitschrift für evangelisches Kirchenrecht und Mitglied des Leitungsgremiums des Deutsch-Polnischen Verwaltungskolloquiums.
Wißmann sprach 2013 vor der Vereinigung der Deutschen Staatsrechtslehrer über das Thema Herausforderungen an ein zukunftsfähiges Infrastrukturrecht. 2013 bis 2016 war er sachverständiges Mitglied der Kommission des Landtags Nordrhein-Westfalen zur Reform der Landesverfassung.
Im November 2021 gab Wißmann dem Deutschen Bundestag eine Stellungnahme hinsichtlich der Änderung des Infektionsschutzgesetzes sowie zu einer allgemeinen Corona-Impfpflicht ab. Er vertrat damals den Standpunkt, dass eine Impfpflicht das „mildere Mittel“ sei, „wenn die Alternative ist, den freien Staat in Lockdown-Endlosschleifen abzuschaffen“.

## Veröffentlichungen (Auswahl)
- Pädagogische Freiheit als Rechtsbegriff. Personales Handeln in der öffentlichen Verwaltung. Nomos, Baden-Baden 2002, ISBN 3-7890-7845-X (Dissertation).
- Generalklauseln. Verwaltungsbefugnisse zwischen Gesetzmäßigkeit und offenen Normen. Mohr Siebeck, Tübingen 2008, ISBN 978-3-16-149555-7 (Habilitationsschrift).
- Die Anforderungen an ein zukunftsfähiges Infrastrukturrecht, in: Veröffentlichungen der Vereinigung der Deutschen Staatsrechtslehrer 73 (2014), S. 369–421.
- Staats- und Verwaltungsrecht Nordrhein-Westfalen, Textsammlung, 26. Aufl. C. F. Müller, Heidelberg 2014, ISBN 978-3-8114-9515-9 (gemeinsam mit Hans-Uwe Erichsen).
- Art. 7 GG, in: Wolfgang Kahl / Christian Waldhoff / Christian Walter: Bonner Kommentar zum Grundgesetz, C. F. Müller, Heidelberg, 172. Ergänzungslieferung, Mai 2015.
- Europäische Verfassungen 1789–1990, Textsammlung, Mohr Siebeck, Tübingen 2015, ISBN 978-3-16-154203-9.